# アレクサンダー・プラス
アレクサンダー・プラス（Alexander Prass、2001年5月26日 - ）は、オーストリア出身のサッカー選手。TSG1899ホッフェンハイム所属。オーストリア代表。ポジションはMF。

## クラブ経歴
2012年にレッドブル・ザルツブルクの下部組織に入団し、2018-19シーズンからリザーブチームにあたるFCリーフェリングでプレーし始めた。2020-21シーズンはリーグ戦28試合で6得点を挙げたが、同シーズン終了後にトップチームデビュー前であったが契約満了でリーフェリングを退団した。
2021年5月28日、フリーでSKシュトルム・グラーツに加入し、3年契約を結んだ。
2024年8月5日、TSG1899ホッフェンハイムに移籍した。

## 代表経歴
オーストリアの各世代別代表を経て、2021年11月8日、国際親善試合に臨むオーストリア代表から初招集を受け、同月16日、アンドラ代表戦で前半終了までプレーしてフル代表デビューを飾った。

## タイトル
シュトルム・グラーツ
- オーストリア・カップ : 1回 (2022-23)